# آنتانامبائو آندرانولاوا
آنتانامبائو آندرانولاوا (به لاتین: Antanambao Andranolava) یک منطقهٔ مسکونی در ماداگاسکار است که در مارو-ووآی واقع شده‌است. آنتانامبائو آندرانولاوا ۵٬۰۰۰ نفر جمعیت دارد و ۴۵ متر بالاتر از سطح دریا واقع شده‌است.